# Mladenovac
Mladenovac (serbocroata cirílico: Младеновац) es un municipio suburbano de la ciudad de Belgrado, la capital de Serbia.
En 2011 su población era de 53 050 habitantes, de los cuales 23 314 vivían en la villa y el resto en las 22 pedanías del municipio. La mayoría de los habitantes del municipio son étnicamente serbios (50 231 habitantes), con una pequeña minoría de gitanos (1022 habitantes).
Se conoce la existencia de la localidad desde 1528. En 1893 adquirió estatus de villa. Junto con Lazarevac, el municipio se integró en el territorio de la ciudad de Belgrado en 1971.
Se ubica unos 30 km al sur de la ciudad de Belgrado, sobre la carretera 25 que lleva a Kragujevac.

## Pedanías
Además de la villa de Mladenovac, el municipio incluye los siguientes pueblos:
- Amerić
- Beljevac
- Beluće
- Crkvine
- Dubona
- Granice (Mladenovac)
- Jagnjilo
- Koraćica
- Kovačevac (Mladenovac)
- Mala Vrbica
- Markovac (Mladenovac)
- Međulužje
- Mladenovac (pueblo)
- Pružatovac
- Rabrovac
- Rajkovac
- Senaja
- Šepšin
- Velika Ivanča
- Velika Krsna
- Vlaška (Mladenovac)